# Adiós Haití
Adiós Haití es una miniserie presentada por la periodista Sol Leyton, fue estrenada el 8 de enero de 2018 en horario prime. El programa recorre Haití mostrando situaciones cotidianas que ocurren, pero también muestra el como viven diariamente y  porque deciden irse a Chile.

## Capítulos
| Capítulo | Descripción | Fecha      |
| -------- | --- | ---------- |
| 1        | Recorren las calles de Puerto Príncipe. | 08/01/2018 |
| 2        | Siguen recorriendo Puerto Príncipe, a través de sus medios de transporte. Luego visitan Jalousie y Petionville.                                                   | 15/01/2018 |
| 3        | Visitan sectores rurales, el valle Artibonite y la cascada Saut-d'Eau                                                                                             | 22/01/2018 |
| 4        | Recorren el centro de la isla; la zona de Hinche. Visitan un colegio y un hospital del lugar.                                                                     | 29/01/2018 |
| 5        | Conocen la celebración del día de la bandera, para luego ir a la frontera con República Dominicana al mercado bi-nacional "Dajabón"                               | 05/02/2018 |
| 6        | Viajan a Cabo Haitiano para conocer los tesoros arquitectónicos del país para luego ser testigos de una ceremonia vudú y explorar los 2 polos turusticos de Haití | 12/02/2018 |